# Station Hastière
Station Hastière is een voormalig spoorwegstation langs spoorlijn 154 (Namen - Givet (F)) in de gemeente Hastière. Dit station was tot in 1988 in gebruik tot de spoorlijn voor reizigersvervoer gesloten werd.

## Reizigerstellingen
De grafiek en tabel geven het gemiddeld aantal instappende reizigers weer op een week-, zater- en zondag.
| Tabel: aantal instappende reizigers station Hastière | Tabel: aantal instappende reizigers station Hastière | Tabel: aantal instappende reizigers station Hastière | Tabel: aantal instappende reizigers station Hastière |
|                                                      | Weekdag                                              | Zaterdag                                             | Zondag                                               |
| ---------------------------------------------------- | ---------------------------------------------------- | ---------------------------------------------------- | ---------------------------------------------------- |
| 1977                                                 | 106                                                  | 43                                                   | 45                                                   |
| 1978                                                 | 111                                                  | 33                                                   | 52                                                   |
| 1979                                                 | 114                                                  | 42                                                   | 60                                                   |
| 1980                                                 | 118                                                  | 45                                                   | 35                                                   |
| 1981                                                 | 116                                                  | 32                                                   | 28                                                   |
| 1982                                                 | 111                                                  | 41                                                   | 46                                                   |
| 1983                                                 | 117                                                  | 30                                                   | 26                                                   |
| 1984                                                 | 49                                                   | 7                                                    | 14                                                   |
| 1985                                                 | 38                                                   | 6                                                    | 16                                                   |

0,0: Namen ·
3,0: Jambes ·
4,8: Velaine ·
7,6: Dave-Nord ·
10,8: Tailfer ·
12,8: Profondeville ·
14,0: Lustin ·
17,0: Godinne ·
20,1: Yvoir ·
21,8: Houx ·
25,8: Bouvignes-sur-Meuse ·
28,0: Dinant ·
29,5: Neffe ·
36,4: Waulsort ·
36,4: Waulsort-Dorp ·
41,8: Hastière ·
44,2: Hermeton-sur-Meuse ·
46,1: Heer-Agimont
1,3: Momignies ·
3,4: Macon ·
6,3: Séloignes-Monceau ·
7,6: Villers-la-Tour ·
11,3: Chimay ·
15,2: Virelles ·
18,3: Lompret ·
20,5: Aublain ·
25,1: Boussu-en-Fagne ·
28,2: Mariembourg ·
32,5: Fagnolle-Roly ·
37,3: Matagne-la-Grande ·
38,9: Matagne-la-Petite ·
42,8: Romerée ·
45,4: Gimnée ·
47,3: Doische ·
51,1: Agimont-Dorp ·
56,3: Hermeton-sur-Meuse ·
58,9: Hastière